# Profitrate
Der Begriff der  Profitrate  ist eine ökonomische Kategorie, die bei Karl Marx (1818–1883) eine zentrale Rolle spielt. Sie drückt den Verwertungsgrad des angewandten Kapitals aus. Es handelt sich hier um eine Lehnübersetzung aus dem Englischen „rate of profit“, auch „profit rate“. Im deutschen Sprachgebrauch ist das Wort „Profitrate“ marxistisch vorgeprägt. Stattdessen werden „bürgerliche“ Begriffe wie „Rentabilität“, „Kapitalrentabilität“, Rendite oder Return on Investment verwendet.

## Unterschiede zu „bürgerlichen“ Definitionen
Es gibt keine grundsätzlichen Unterschiede zwischen bürgerlicher und marxistischer Profitrate. Die Unterschiede zwischen Marx'scher und bürgerlicher Wirtschaftswissenschaft haben aber einige Auswirkungen. So geht die Marx'sche Wirtschaftstheorie von Werten gemäß der Marxschen Arbeitswertlehre aus. Unternehmen und die bürgerliche Wirtschaftswissenschaft gehen dagegen von den Preisen und Löhnen aus. Ein Unternehmen muss beispielsweise eine Korrekturrechnung machen, wenn Geldentwertung oder Inflation vorliegt. Das Phänomen der Inflation spielt zur Zeit von Karl Marx keine so große Rolle, dass er es einer Betrachtung für wert befunden hätte.
Bei der Bezugnahme zur Referenzgröße Kapital wird im Quotienten der Gleichung
{\displaystyle {\text{Gewinnrate}}={\frac {\text{Gewinn}}{\text{eingesetztes Kapital}}}}
bisweilen vereinfachend nur der Kapitalstock (Bauten, Produktionsanlagen und Maschinerie oder buchhalterisch Anlagevermögen) verwendet. Die Marx'sche Profitrate hat in der Regel – grundsätzlich nicht anders als in der Betriebswirtschaftslehre – einen weiter gefassten Kapitalbegriff, in den neben dem Anlagevermögen auch das Umlaufvermögen (konstantes zirkulierendes Kapital bei Marx) als auch die Wertsumme für die ausgezahlten Löhne und Gehälter, das variable Kapital, eingehen.

## Die allgemeine Profitrate
Aus den einzelnen individuellen Profitraten kann kapitalmassengewichtet eine durchschnittliche Profitrate errechnet werden. Darüber hinaus kommt es zu einem tendenziellen Ausgleich der Profitraten, so dass sich eine allgemeine, gesellschaftliche Durchschnittsprofitrate, eine einheitliche allgemeine Profitrate herausbildet.

## Mathematische Darstellung

### Grundformel
Die Profitrate (im Sinne der Kapitalanalyse von Karl Marx) drückt das Verhältnis aus, zwischen dem erzeugten Mehrwert {\displaystyle m} und dem zu dieser Erzeugung notwendigen Einsatz an Kapital {\displaystyle C}. Das Kapital {\displaystyle C} setzt sich zusammen aus dem konstanten Kapital {\displaystyle c} (also Kapital für Maschinerie, Bauten, Roh- und Hilfsstoffe, Halbfabrikate) und aus dem variablen Kapital {\displaystyle v}, der Lohnsumme für die eingesetzte Arbeitskraft: {\displaystyle C=c+v}
Formal drückt sich die Profitrate {\displaystyle p} aus als:
{\displaystyle p={\frac {m}{C}}={\frac {m}{c+v}}={\frac {\frac {m}{v}}{{\frac {c}{v}}+1}}}
Da die Zusammensetzung der Kapitale in den Unternehmen einer Volkswirtschaft unterschiedlich ist, ergeben sich nach dieser Formel auch unterschiedlich hohe Profitraten. Das führt nach Marx zu einer Wanderung der Kapitale zu jeweils profitableren Bereichen und damit zu einem Ausgleich der Profitraten, so dass sich tendenziell eine einheitliche Profitrate herausbildet.

### Umschlagshäufigkeit des Kapitals
Bei obiger Formel kann nicht einfach der Wert eines Mühlengebäudes, das neunzig Jahre hält, zum Wert des Getreides, das noch am selben Tag zu Mehl gemahlen wird, zu „konstantem Kapital“ summiert werden, vielmehr müssen die unterschiedlichen Lebensdauern der Bestandteile des konstanten Kapitals beachtet werden oder anders ausgedrückt, die unterschiedlichen Umschlagshäufigkeiten des Kapitals.
Siehe ausführliches Zahlenbeispiel unten.

### Stromgröße oder Bestandsgröße
Im „Kapital“ findet man ökonomische Kategorien, die aus heutiger Sicht entweder Strom- oder Bestandsgrößen widerspiegeln. Dafür zwei Beispiele: Der Mehrwert entsteht in einer bestimmten Zeitperiode, ist also eine Stromgröße. Ein Teil des Kapitaleinsatzes (zirkulierendes Kapital) kann dagegen als Verbrauch je Periode (Stromgröße), der andere Teil (fixes Kapital) als Bestand interpretiert werden, der am Periodenbeginn vorliegt und erforderlich ist, um in der folgenden Periode den Produktionsprozess durchführen zu können. Diese Unterscheidung explizit vorzunehmen, war zu Marx’ Zeiten noch nicht üblich.
Siehe ausführliches Zahlenbeispiel unten, in dem Kapital als Bestandsgröße zu Periodenbeginn in die Formel eingeht.

### Anschaffungskosten oder Wiederbeschaffungskosten
Um den Profit zu ermitteln, muss der Überschuss des Produktionswertes c+v+m über die Kosten c+v ermittelt werden. Die Kosten können zu Anschaffungskosten ermittelt werden. Will der Kapitalist jedoch ermitteln, inwieweit die Substanz seines Unternehmens erhalten wird, muss er die Kosten zu Wiederbeschaffungskosten berechnen. Es kommt nicht darauf an, was die Produktionsmittel einst gekostet haben, sondern was ihr Ersatz kosten wird, wenn sie aufgebraucht sind. Herrscht Inflation, werden diese Kosten steigen. Andererseits werden im Zuge des technischen Fortschritts die Produktionsmittel immer kostengünstiger hergestellt. So betrachtet ist zu erwarten, dass die Wiederbeschaffungskosten niedriger liegen, als die Anschaffungskosten.
Schließlich kommt ins Spiel, dass die Unternehmen, wollen sie in der Konkurrenz mithalten, die technisch neuesten Produktionsmittel anschaffen müssen. Man kann annehmen, dass je teurer die neuen Produktionsmittel sind, desto größer zunächst einmal die Profitrate, die mit ihnen erzielt werden kann. Dies führt jedoch zu einem Paradox. Tendenziell werden die Unternehmen von dem zu investierenden Kapital einen immer größeren Teil als konstantes Kapital investieren, um so möglichst profitable Produktionsmittel zu kaufen. Wenn dies aber alle Kapitalisten tun, steigen so die technologisch bestimmten Wiederbeschaffungskosten, die Kosten, die notwendig sind, will sich die Unternehmung weiterhin in der Konkurrenz behaupten. Im Ergebnis sinkt die Profitrate berechnet zu den technologisch bestimmten Wiederbeschaffungskosten. Dies ist das Gesetz des tendenziellen Falls der Profitrate.

## Profit
Der Profit ist die innerste Triebkraft der kapitalistischen Produktionsweise, d. h., es wird nur das und nur dann produziert, wenn die Produktion einen höheren Wert abwirft, als zu ihrer Herstellung an Werten notwendig war. Dieses 'mehr' an Werten ist der Mehrwert (der sich in die verschiedenen Teile des Mehrwerts verwandelt, nämlich Unternehmergewinn (Profit), Zins, Bodenrente), welcher aus der unbezahlten Mehrarbeit resultiert.

## Gesetz des tendenziellen Falls der Profitrate
Siehe Hauptartikel Gesetz des tendenziellen Falls der Profitrate
Dieses Gesetz drückt folgendes aus: Die Akkumulation von Kapital, d. h. die permanente Erweiterung der stofflichen wie wertmäßigen Basis der Produktion, vollzieht sich in einer stärkeren Ausdehnung des konstanten Kapitals im Verhältnis zum variablen Kapital. (Die Wertzusammensetzung des Kapitals, das Verhältnis c zu v, wächst, vgl. obige Formel).
Damit die Profitrate dadurch nicht sinkt, muss zum Ausgleich m : v, die Mehrwertrate, das Verhältnis von Mehrwert m zu Lohnsumme oder variablem Kapital v entsprechend stark ausgeweitet werden (vgl. obige Formel). Da dies laut Marx nicht oder nur unzureichend erreicht werden kann, kommt es zur fallenden Tendenz der Profitrate.
Dabei ist wesentlich, dass die Wertübertragung (von konstantem Kapital) und die Erzeugung neuen Werts (des variablen Kapitals und des Mehrwerts, insgesamt der Neuwert m + v) gemäß der Arbeitswertlehre ausschließlich durch die „lebendige Arbeit“, genauer durch die Arbeit der „freien“ Lohnarbeiter, innerhalb des Arbeitsprozesses erfolgt.
Der permanente Zwang zur Erweiterung des Kapitals (technische Verbesserungen, um sich im Konkurrenzkampf mit anderen Einzelkapitalien durchzusetzen) schreibt diese gesamtwirtschaftliche Tendenz fort.
Eine bekannte Kritik des Gesetzes ist das Okishio-Theorem.

## Definition von Profit und Profitrate im Einzelnen

### Beispiel
Zu Beginn eines „Jahres“ (es kann auch eine andere Periodenlänge gewählt werden, dann ergeben sich andere Zahlenwerte) muss der Kapitalist einen bestimmten Kapitalbetrag investieren.
Er muss z. B. investieren:
- 100 € für Löhne (variables Kapital v)

Außerdem muss er für konstantes Kapital c investieren:
- 100 € für Produktionsmaterial
- 100 € für Geräte (mit einer Lebensdauer von 2 Jahren)
- 100 € für Maschinen (mit einer Lebensdauer von 4 Jahren)
- 100 € für eine Produktionsanlage (mit einer unendlich langen Lebensdauer).

Insgesamt investiert er also zu Jahresbeginn 500 €.
Es soll nun weiterhin angenommen werden, dass während des Jahres Waren im Wert von 300 € produziert und verkauft werden.
Von diesem Umsatz müssen aber die Kosten abgezogen werden, die während des Jahres anfallen. Das sind für zirkulierendes Kapital, also Ausgaben für Produktionsmittel und Arbeitskraft, die noch während des Jahres wieder verbraucht werden:
- 100 € Lohnkosten (variables Kapital) – dies war ja die Annahme oben.
- 100 € Ausgaben für Produktionsmaterial – wiederum laut obiger Annahme.
- Kosten für fixes Kapital (Abschreibungen).

Der Wert von Produktionsmittel, die über mehrere Jahre hinweg zum Einsatz kommen, stellt fixes Kapital dar: Der Kapitalist muss berücksichtigen, dass seine Geräte und Maschinen nicht ewig halten, sondern nach Abnutzung ersetzt werden müssen. Er muss also von den Erlösen jährlich etwas zurücklegen (Abschreibungen), um zum Lebensende der Geräte und Maschinen gleich die Ersatzinvestitionen tätigen zu können. Je Jahr muss er von den Geräten 50 € abschreiben (100 € Anschaffungskosten dividiert durch Lebensdauer von 2 Jahren, es ist lineare Abschreibung unterstellt) und von den Maschinen 25 € (100 € Anschaffungskosten dividiert durch Lebensdauer von 4 Jahren). Von der Produktionsanlage muss er nichts abschreiben, weil diese in diesem Beispiel ewig hält.
Insgesamt betragen die Kosten je Jahr also 275 €.
Zieht man vom Umsatz von 300 € diese Kosten ab, verbleibt ein Profit von 25 € (hier gleich dem Mehrwert m). 25 € bezogen auf einen Kapitaleinsatz von 500 € ergeben eine für dieses Jahr 5-prozentige Profitrate.

### Besonderheiten
In diesem Beispiel wurde angenommen, dass die Löhne vorschüssig, also zu Jahresbeginn gezahlt werden. Werden sie nachschüssig, erst zu Ende des Jahres gezahlt, sind sie nach wie vor vom Umsatz als Kosten abzuziehen, sie gehen aber nicht mehr in den Kapitaleinsatz zu Jahresbeginn ein. Die Profitrate hat dann einen anderen höheren Wert.
Im Beispiel wurde angenommen, dass die Umschlagsperiode des Produktionsmaterials ein Jahr beträgt. Die 100 Euro müssen also zu Jahresbeginn vorgehalten werden. Kann dagegen das Produktionsmaterial laufend während des Jahres nachgekauft werden (Kapitalumschlagsperiode für Produktionsmaterial kleiner als ein Jahr), dann muss weniger Kapital für sie vorgehalten werden. Die Profitrate ist entsprechend höher. Ähnliches gilt auch für die Löhne. Werden diese laufend als Monats-, Tages- oder Stundenlohn ausgezahlt, muss der Kapitalist für Löhne weniger Kapital vorhalten.

### Moralischer Verschleiß
Im Beispiel bestimmte sich die Lebensdauer des fixen Kapitals durch den physischen Verschleiß, durch die physische Abnutzung im Produktionsprozess. Karl Marx nennt daneben auch den moralischen Verschleiß, die Entwertung von fixem Kapital, weil neuere Produktionsmittel mit höherer Profitrate sich ausbreiten und die alten Produktionsmittel entwerten. In obigem Beispiel könnte beispielsweise der Wert der physisch ewig haltenden Anlagen nach vier Jahren wegen technischen Fortschritts auf null absinken. Dann müssten auch die Anlagen jährlich mit 25 € abgeschrieben werden. Der Gewinn von 25 € ohne moralischen Verschleiß würde auf 0 € mit moralischem Verschleiß sinken. Im Kapitalismus besteht also eine Rationalitätenfalle in dem Sinne, dass die Anschaffung neuer Anlagen mit höherer Profitrate dem Kapitalisten einen Konkurrenzvorteil verschafft, verbreiten sich jedoch diese neuen Anlagen auf die Gesamtwirtschaft, geben sie die Norm vor und entwerten alte bestehende Produktionsmittel. Diese Entwertung gehört zu den Kosten und vermindert die Profite.